# Турре, Ален
Ален Турре (фр. Alain Tourret) — французский политик, член Радикальной левой партии и движения «Вперёд, Республика!», депутат Национального собрания Франции.

## Биография
Родился 25 декабря 1947 году в немецком городе Боппард в многодетной семье. Его отец был офицером французской армии. Учился на факультете права Университета Кан-Нормандия, получил диплом юриста. В 1972 году был зарегистрирован в качестве адвоката в Коллегии адвокатов города Кан. В том же году вступил в Движение радикалов, преемником которого стала Радикальная левая партия; был вице-президентом партии в 1996—1997 и 2000—2012 годах.
В 1981 году Ален Турре впервые был избран мэром коммуны Муль и впоследствии шесть раз переизбирался на этот пост. В январе 2017 году Муль объединилась с коммуной Шишбовиль в новую коммуну Муль-Шишбовиль, и он был избран первым мэром новой коммуны. В июле 2017 года ушел в отставку из-за невозможности совмещения мандатов.
С 1986 по 1992 и с 2004 по 2012 годы Ален Турре избирался в Совет региона Нижняя Нормандия, с 2004 по 2010 годы был вице-президентом этого Совета, отвечал за международное сотрудничество, туризм и соблюдение прав человека. Активно поддерживал идею объединения Верхней и Нижней Нормандии в единый регион, был вице-президентом Ассоциации объединения Нормандии.
В 1997 году Ален Турре впервые был избран депутатом Национального собрания Франции по 6-му избирательному округу департамента Кальвадос. В 2002 году он этот мандат утерял, но сумел вернуться в Национальное собрание в 2012 году. В 2017 году поддержал предвыборную кампанию Эмманюэля Макрона, и на парламентских выборах 2017 года выступал в качестве кандидата президентского движения Вперёд, Республика!, сохранив при этом членство в Радикальной левой партии. Как представитель группы «Радикалы, республиканцы, демократы и прогрессисты» в Национальном собрании, в 2013 году неоднократно выступал в поддержку принятия закона об однополых браках, критикуя позицию архиепископа Парижского Андре Вен-Труа.
В 2021 году Ален Турре объявил, что не будет баллотироваться на следующих выборах в Национальное собрание по состоянию здоровья.

## Занимаемые выборные должности
15.03.1981 — 31.12.2016 — мэр коммуны Муль 

16.03.1986 — 22.03.1992 — член Совета региона Нижняя Нормандия 

12.06.1997 — 18.06.2002 — депутат Национального собрания Франции от 6-го избирательного округа департамента Кальвадос 

28.03.2004 — 29.06.2012 — вице-президент Совета региона Нижняя Нормандия 

20.06.2012 — 21.06.2022 — депутат Национального собрания Франции от 6-го избирательного округа департамента Кальвадос 

01.01.2017 — 18.07.2017 — мэр коммуны Муль-Шишбовиль 